# 쿠스코? 쿠스코! 2
《쿠스코? 쿠스코! 2》(The Emperor's New Groove 2: Kronk's New Groove)는 미국에서 제작된 로빈 스틸 감독의 2005년 애니메이션, 코미디, 가족 영화이다. 패트릭 워버튼 등이 주연으로 출연하였고 존 A. 스미스 등이 제작에 참여하였다.

## 출연

### 주연
- 패트릭 워버튼
- 트레이시 울만

### 조연
- 어사 키트
- 데이빗 스페이드
- 존 굿맨
- 웬디 말릭
- 존 마호니
- 존 피들러
- 제프 베넷
- 밥 버진
- 브라이언 커밍스
- 패티 도이치
- 제시 플라워
- 안소니 갠냄
- 가틀린 그린
- 엘리 러셀 린넷즈
- 트레스 맥닐
- 트래비스 오티스
- 그레이스 로렉
- 레일리 산체즈
- 로스 사이맨테리스
- 캐스 소시
- 에이프릴 윈첼
- J.P.  마녹스

## 기타
- 미술: 콜린 스트림프슨